# Narcotank

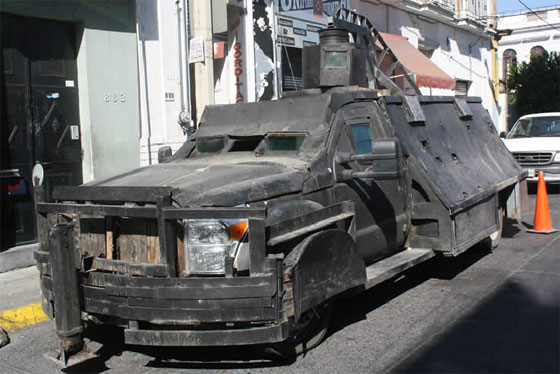
Le "Monsturo 2010" basé sur un pick-up Ford F-350, après sa capture par les autorités mexicaines en 2011

Un « narcotank », aussi appelé « rhino truck », « rhino » ou « monstruo » (monstre), est un véhicule de combat blindé improvisé construit sur la base d'un camion, camionnette ou pick-up, qui combine des capacités de mobilité opérationnelle, de combat tactique et de défense.

## Historique
Ces véhicules sont utilisés par les cartels de la drogue mexicains dans la guerre de la drogue au Mexique depuis 2011,. Ils sont essentiellement de fabrication artisanale, même si certains semblent offrir une protection comparable à celle d'un blindé militaire, comme un VAB ou un BRDM-2.
Un exemple de l'extrême violence et de l'armement quasi-militaire des cartels est donné lors d'une embuscade effectuée par le cartel de Sinaloa contre un convoi de Los Zetas le 27 mai 2011 faisant 29 morts sur une autoroute mexicaine et la capture par la police d'un de ces engins blindés artisanaux.
Environ cent dix véhicules blindés dont une vingtaine de ces camions blindés ont été saisis dans le seul État de Tamaulipas par les forces de sécurité mexicaines à la mi-janvier 2012.

## Caractéristiques
Si beaucoup de ces véhicules reposent sur des châssis de pick-ups Ford F-Series ou Chevrolet Silverado, certains utilisent une base de camion, par exemple de type Peterbilt, et sont extrêmement difficiles à arrêter une fois lancés.
Dans leur conception, ils emploient massivement l'acier, sous forme de plaques de blindage soudées entre elles et d'une épaisseur pouvant aller de quelques millimètres à plusieurs centimètres, certains ont des blindages épais de 2,5 cm et d'autres de près de 10 cm. L'intérieur du véhicule est généralement très spartiate et couvert de mousse polyuréthane expansée, afin de prévenir la propagation d'éclats à l'intérieur du véhicule lors des impacts de munitions venant de l'extérieur. De nombreuses ouvertures sont présentes tout autour du véhicule, permettant à ses occupants de passer une arme et de faire feu contre les forces de sécurité ou les cartels adverses. Certains sont dotés de tourelle,. Certains sont même dotés d'équipements de fumigènes, de clous qui sont largués sous le véhicule pour semer les poursuivants, de gicleurs d'huile, etc. On y trouve généralement un pare-buffle, ou une sorte de chasse-pierres, afin de pouvoir foncer dans des obstacles comme les barrages policiers.
Ils peuvent transporter une escouade soit 8 à 12 personnes.

### Faiblesses
Ces véhicules sont capables d'arrêter des tirs d'armes anti-personnelles mais sont très fragiles face à de l'équipement antichar comme celui dont disposent les autorités mexicaines et servent principalement à paraitre invulnérables face à leurs ennemis. Les roues sont leur grand point faible.